# Agricol d'Avignon
Pour les articles homonymes, voir Agricol et Agricola.
Agricol (ou Agricola), né entre 627 et 630 à Avignon et décédé le 2 septembre 700, a été évêque d'Avignon de 660 à sa mort. Saint chrétien, il est fêté le 2 septembre.

## Histoire et tradition
Agricol serait le fils de saint Magne d’Avignon (en), lui-même évêque.
Quand son père est devenu moine aux îles de Lérins, il devint, en 660, l'évêque de la ville.
Il y aurait fait construire sept églises.
Enterré dans la collégiale Saint-Agricol à Avignon, il fut déclaré, en 1647, patron de la ville par l'archevêque César Argelli.

## Représentations
- Une statue dans la Cathédrale Notre-Dame-des-Doms d'Avignon.

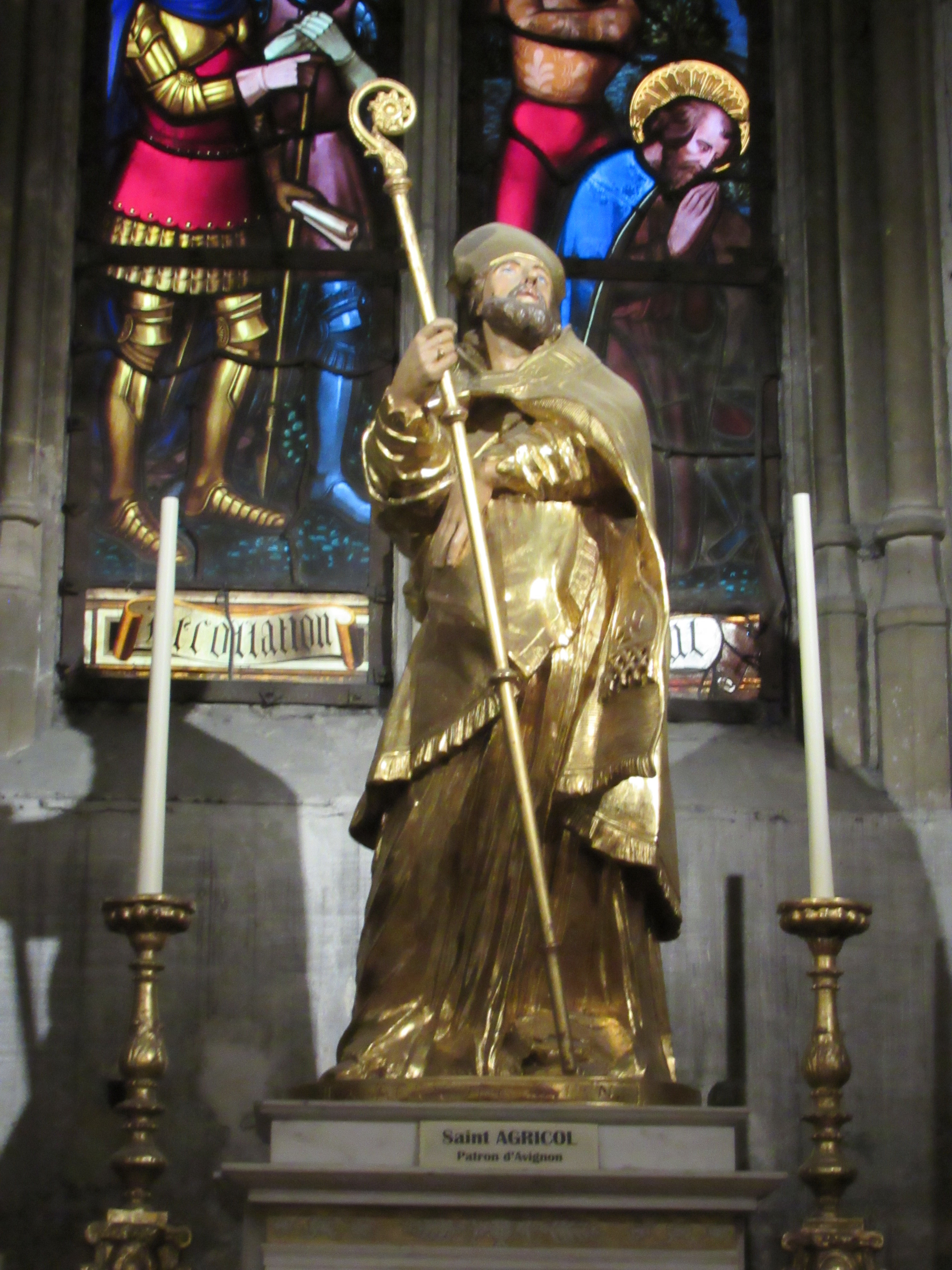
Saint Agricol d'Avignon dans la Cathédrale Notre-Dame-des-Doms d'Avignon